# Manettia mollis
Manettia mollis är en måreväxtart som beskrevs av Johann Wilhelm Karl Moritz och Wernh.. Manettia mollis ingår i släktet Manettia och familjen måreväxter.
Artens utbredningsområde är Venezuela. Inga underarter finns listade i Catalogue of Life.